# Hessischer Filmpreis
Der Hessische Filmpreis wird im Rahmen der Vergabe des Hessischen Film- und Kinopreises, der noch weitere Förderpreise und Auszeichnungen erfasst, jährlich an Regisseure und Regisseurinnen verliehen, die „inhaltlich Mut beweisen oder ästhetisch neue Wege gehen“. Er wird vom Hessischen Ministerium für Wissenschaft und Kunst in Zusammenarbeit mit der Hessischen Filmförderung verliehen und ist mit insgesamt 75.000 Euro dotiert. Er kann auf maximal drei Filme verteilt werden. Vergeben wird der Filmpreis aufgrund des Vorschlags einer unabhängigen Preisjury, die vom Hessischen Minister für Wissenschaft und Kunst auf Vorschlag des Film- und Kinobüro Hessen e. V. und des Filmhaus Frankfurt e. V. berufen wird.
Vergeben wird der Preis in der Regel in den Sparten Spielfilm, Dokumentarfilm und Kurz- oder Experimentalfilm.

## Preisträger 1990
- Jan Schütte für den Spielfilm Winckelmanns Reisen (Deutschland 1990)
- Michael Klier für den Spielfilm Überall ist es besser wo wir nicht sind (Deutschland 1989)
- Nicolas Humbert und Werner Penzel für den Dokumentarfilm Step Across the Border (Deutschland 1989)
- Franz Kluge für den Kurzfilm Journeys Into Nothingness (Deutschland 1988)

## Preisträger 1991
- Rolf Schübel für den Spielfilm Das Heimweh des Walerjan Wróbel (Deutschland 1991)
- Mischka Popp und Thomas Bergmann für den Dokumentarfilm Giftzwerge (Deutschland 1991)
- Jochen Kuhn für den Kurzfilm Die Beichte (Deutschland 1990)

## Preisträger 1992
- Andreas Dresen für den Spielfilm Stilles Land (Deutschland 1991/92)
- Thomas Bauermeister für den Dokumentarfilm Tausend Kraniche mußt du falten (Deutschland 1991)
- Walburg von Wadenfels für den Kurzfilm Remedio (Deutschland 1992)

## Preisträger 1993
- Jörg Grünler für den Spielfilm Krücke (Deutschland 1991–1993)
- Wolfgang Bergmann (Dokumentarfilmer) für den Dokumentarfilm Der Reichseinsatz. Zwangsarbeiter in Deutschland (Deutschland 1993)
- Stephan Puchner für den Kurzfilm Der Sortierer (Deutschland)

## Preisträger 1994
- Norbert Schliewer für den Spielfilm Now What (Deutschland 1994)
- Volker Koepp für den Dokumentarfilm Die Wismut (Deutschland 1993)
- Karl Kels für den Kurzfilm 1993 Karl Kels (Deutschland 1993)

## Preisträger 1995
- Romuald Karmakar für den Spielfilm Der Totmacher (Deutschland 1995)
- Nicolas Humbert und Werner Penzel für den Dokumentarfilm Middle of the Moment (Deutschland 1995)
- Raimund Krumme für den Kurzfilm Passage (Deutschland 1993)

## Preisträger 1996
- Dagmar Kamlah für den Spielfilm Heidengeld (Deutschland 1996)
- Peter Nestler für den Dokumentarfilm Pachamama – Unsere Erde (Deutschland 1995)
- Katrin Vorderwülbecke für den Kurzfilm Mother (Deutschland 1996)
- Hessischer Hochschulfilmpreis: Götz Penner für den Dokumentarfilm Land am Rand (Deutschland 1996)
- Hessischer Drehbuchpreis: Thomas Mank für Signalstörung

## Preisträger 1997
- Danièle Huillet und Jean-Marie Straub für den Spielfilm Von heute auf morgen (Deutschland 1996)
- Eppelwoi Motion Pictures, in Bearbeitung von Reinhard Kahn und Michael Leiner für den Spielfilm Zwickel auf Bizyckel
- Vladimir Majdandzic für den Dokumentarfilm Nach dem Krieg (Deutschland 1997)
- Hessischer Hochschulfilmpreis: Matilde Michanié für den Dokumentarfilm El Che lebt – Tu quereida presencia (Deutschland 1997)
- Hessischer Drehbuchpreis: Leonore Poth für den Kurzfilm Die Rollmöpse (Deutschland)

## Preisträger 1998
- Dagmar Knöpfel für den Spielfilm Requiem für eine romantische Frau (Deutschland 1998)
- Thomas Mank für den Dokumentarfilm Signalstörung (Deutschland 1996–1998)
- Mario Stahn für den Kurzfilm Chicago
- Hessischer Hochschulfimpreis: Michel Klöfkorn für Hobby Mensch
- Hessischer Drehbuchpreis: Verena Sputnik für einen Kurzfilm von Anja Neitzer

## Preisträger 1999
- Oliver Hardt, Peter Rippl, Stefan Beck, Uwe Buhrdorf, Gunter Deller, Kirsten Glauner, Michel Klöfkorn, Eva von Platen, Jan Schomburg und Erik Sick für die Kurzflimkompilation Winterspruch (Deutschland 1999)
- Eva Heldman für den Dokumentarfilm Fremd gehen. Gespräche mit meiner Freundin (Deutschland 1999)
- Anja Czioska für den Kurzfilm One Pussy Show (Deutschland 1998)
- Hessischer Hochschulfilmpreis: Oliver Husain für Ron & Leo und Gerhard Geiger für Palatca
- Hessischer Drehbuchpreis: Make Up. Treatment zu einem Dokumentarfilm von Daphne Charizani

## Preisträger 2000
- Philip Grüning für den Spielfilm L'amour, l'argent, l'amour (Deutschland/Schweiz/Frankreich 2000)
- Nino Pezzela für den Experimentalfilm Cocullo (Deutschland 2000)
- Birgit Lehmann für die Mockumentary Als Hitchcock in Auerstedt auf Eiermanns Else traf (Deutschland 1999)
- Andzej Klamt für den Dokumentarfilm Verzeihung, ich lebe (Deutschland/Polen 2000)
- Hessischer Hochschulfilmpreis: Birte Meesmann für den Kurzfilm Fast nackt (Deutschland 2000) und Günter Deller für den Experimentalfilm Schattengrenze (Deutschland 1999)
- Hessischer Drehbuchpreis: Das Leben geht weiter. Drehbuch zu einem Spielfilm von Holger Ernst

## Preisträger 2001
- Christian Petzold für den Spielfilm Die innere Sicherheit (Deutschland 2000)
- Andres Veiel für den Dokumentarfilm Black Box BRD (Deutschland 2001)
- Rainer Komers für den Kurzfilm B 224 (Deutschland 1999)
- Thomas Draschan und Ulrich Wiesner für den Experimentalfilm Metropolen des Leichtsinns (Deutschland 2000)
- Hessischer Hochschulfilmpreis: Holger Ernst für den Kurzfilm Kleine Fische (Deutschland 2001)
- Hessischer Drehbuchpreis: Mein Herz gehört Dir Drehbuch für einen Spielfilm von Peter Rippl

## Preisträger 2002
- Ulrich Köhler für den Spielfilm Bungalow (Deutschland 2002)
- Eva Heldmann für das dokumentarische Film-Essay Duméla Ladies! (Deutschland/Botswana 2002)
- Oliver Husain für die Video- und Computeranimation Q (Deutschland 2002)
- Hessischer Hochschulfilmpreis: Ralph Mann für den Dokumentarfilm Offenbacher Jungs (Deutschland 2001)
- Hessischer Drehbuchpreis: Alles ist perfekt von Rolf Silber

## Preisträger 2003
- Daphne Charizani für den Spielfilm Madrid (Deutschland 2003)
- Mischla Popp und Thomas Bergmann für den Dokumentarfilm Augenlied (Deutschland 2003)
- Thomas Draschan und Stella Friedrichs für den Kurzfilm To the Happy Few (Deutschland 2003)
- Hessischer Drehbuchpreis: Drehbuch von Yvonne Görlach und Cordula Bartelt für Die Fabel von Kamuniak

## Preisträger 2004
- Srdjan Koljevic für den Spielfilm The Red Colored Grey Truck (Republik Serbien und Montenegro, Slowenien, Deutschland 2004)
- Stanisław Mucha für den Dokumentarfilm Die Mitte (Deutschland 2004)
- Ivi Rosberg für den experimentellen Kurzfilm Nachtsonne (Deutschland 2004)
- Hessischer Hochschulfilmpreis: Benedikt Ritter und Jan Schonburg für Nie solo seiN (Deutschland 2003)
- Hessischer Drehbuchpreis: Drehbuch von Christian Jeltsch für Auf immer und ewig und ein Tag

## Preisträger 2005
- Angelina Maccarone für den Spielfilm Fremde Haut (Deutschland 2005)
- Katharina Rupp für den Dokumentarfilm Opernfieber (Deutschland 2004)
- Birgit Lehmann für den Kurzfilm Hauptsache Lehmann (Deutschland 2004)
- Hessischer Hochschulfilmpreis: Thorsten Kregel für den Experimentalfilm Sick – Das Magazin über die moderne Welt (Deutschland 2005)
- Hessischer Drehbuchpreis: Blaupause. Drehbuch für einen Kurzspielfilm von Henning Christiansen

## Preisträger 2006
- Ulrich Köhler für den Spielfilm Montag kommen die Fenster (Deutschland, 2006)
- Sung-Hyung Cho für den Dokumentarfilm Full Metal Village (Deutschland, 2006)
- Arne Ahrens für den Kurzfilm Großstadträuber (Deutschland, 2006)
- Anna Kim, Nathalie El-Jorr, Karoline Schwikal für den Dokumentarfilm Rewind & Replay (Libanon 2006)

## Preisträger 2007
- Maria Speth für den Spielfilm Madonnen (Deutschland, Schweiz, Belgien; 2007)
- Henning Drechsler und Georg Nonnenmacher für den Dokumentarfilm Spielverderber (Deutschland, 2007)
- Lydia Dykier für den Kurzfilm Leggingsjeans (Deutschland, 2007)
- Rudolf Thome erhält den Förderpreis für den Spielfilm Das Sichtbare und das Unsichtbare
- Günter Lamprecht für sein Lebenswerk (undotierter Ehrenpreis des Hessischen Ministerpräsidenten)
- Marco Kreuzpaintner und Roland Emmerich erhalten den Sonderpreis Cinema for Peace Special Award für Trade – Willkommen in Amerika
- Wolfgang Herold, Sonderpreis für den ausführenden Produzenten für Schwerter des Königs – Dungeon Siege

## Preisträger 2008
- Simone Jung Hauptpreis für den dokumentarischen Film Königin im Ring (Deutschland, 2008)
- Klaus Stern für den Dokumentarfilm Lawine – Leben und Sterben des Werner Koenig (Deutschland, 2007)
- Michael Sommer Kurzfilmpreis für Elvis und ich (Deutschland, 2006)
- Katharina Reschke und Jan Strathmann Drehbuchpreis für das Drehbuch zu Der Sandmann und der verlorene Traumsand

## Preisträger 2009
- Carmen Tartarotti Hauptpreis für den dokumentarischen Film Das Schreiben und das Schweigen (Deutschland/Österreich/Italien 2008)
- Klaus Stern für den Dokumentarfilm Henners Traum – Das größte Tourismus-Projekt Europas (Deutschland, 2008)
- Carsten Strauch Kurzfilmpreis für den Film Das grüne Schaaf (Deutschland, 2008)
- Annette Ernst und Heike Kühn Drehbuchpreis für Watermarks – Wasserzeichen
- Daniel Stieglitz Hochschulpreis für den Film Spielzeugland Endstation (Deutschland, 2009)

## Preisträger 2010
- Burhan Qurbani Bester Spielfilm für Shahada (Deutschland 2010)
- David Sieveking für den Dokumentarfilm David wants to fly (Deutschland 2010)
- Ivi Roberg Kurzfilmpreis für Mod Mood (Deutschland 2010)
- Wolfgang Würker Sonderpreis der Jury für den Dokumentarfilm Mein blaues Cello (Deutschland 2010)
- Jens-Frederik Otto Drehbuchpreis für Sushi in Suhl
- Nadja Wegfahrt Hochschulfilmpreis für den Kurzfilm Algèrie mon Amour (Deutschland 2009)

## Preisträger 2011
- Andres Veiel Bester Spielfilm für Wer wenn nicht wir (Deutschland 2011)
- Pepe Danquart für den Dokumentarfilm Joschka und Herr Fischer (Deutschland 2011)
- Eva Becker Kurzfilmpreis für n gschichtn (Deutschland 2011)
- Matthias Schweighöfer Sonderpreis der Jury für What a Man (Deutschland 2011)
- Eva Heldmann Drehbuchpreis für He da, die Verrückte!
- Enkelejd Lluca Hochschulfilmpreis für Frankfurt Coincidences (Deutschland 2011)

## Preisträger 2012
- Cate Shortland Bester Spielfilm für Lore (Deutschland, Australien, Großbritannien 2012)
- David Sieveking Bester Dokumentarfilm für Vergiss mein nicht (Deutschland 2012)
- Baoying Bilgeri Kurzfilmpreis für Henker (Deutschland 2012)
- Stefan Müller Kurzfilmpreis für Der Notfall (Deutschland 2012)
- Astrid Rieger Drehbuchpreis für Einwärts (Deutschland 2012)
- Sinje Köhler Hochschulfilmpreis für Nadja & Lara (Deutschland 2012)

## Preisträger 2013
- Pola Beck Bester Spielfilm für Am Himmel der Tag (Deutschland 2014)
- Inigo Westmeier Bester Dokumentarfilm für Drachenmädchen (Deutschland 2011/2012)
- Arne Ahrens Kurzfilmpreis für Meine Beschneidung (Deutschland 2012/2013)
- Piotr J. Lewandowski Drehbuchpreis für Jonathan
- Daniel Frerix Hochschulfilmpreis für Pieces of Venus (Deutschland 2012)

## Preisträger 2014
- Sonja Heiss Bester Spielfilm für Hedi Schneider steckt fest (Deutschland 2014)
- Nadav Schirman Bester Dokumentarfilm für The Green Prince (Deutschland/Israel/Großbritannien 2014)
- Nino Pezzella Bester Experimentalfilm für Femminielli (Deutschland/Italien 2014)
- Numan Acar, Sinan Akkuş und Tim Krause Drehbuchpreis für Weihnachten unterm Halbmond
- David Sarno Hochschulfilmpreis für Richard & Gilbert (Deutschland 2014)

## Preisträger 2015
- Lars Kraume, Bester Spielfilm für Der Staat gegen Fritz Bauer
- Farid Eslam, Bester Dokumentarfilm für Yallah! Underground
- Thomas Toth, Michael Schaff, Bester Kurzfilm für Ein bisschen Normalität
- Dörte Franke, Drehbuchpreis für Büchner ist tot
- Emanuel Brod, Hochschulfilmpreis für Grey Hat

## Preisträger 2016
- Gordian Maugg Bester Spielfilm für Fritz Lang – Der andere in uns (Deutschland 2015)[1]
- Simon Stadler, Catenia Lermer Bester Dokumentarfilm für Ghostland – The View Of The Ju/‘Hoansi (Deutschland 2016)
- Elisabeth Zwimpfer Bester Kurzfilm für Ships Passing In The Night (Deutschland 2016)
- Michel Bergmann, Drehbuchpreis für Herr Klee und Herr Feld (Deutschland 2016)
- Simon Pilarski, Hochschulfilmpreis für Nächstenliebe (Deutschland 2015)

## Preisträger 2017
- Özgür Yildirim Bester Spielfilm für Nur Gott kann mich richten (Deutschland 2017)[1]
- Thomas Frickel, Bester Dokumentarfilm für Wunder der Wirklichkeit (Deutschland 2017)
- Teresa Hoerl, Bester Kurzfilm für Familienzuwachs (Deutschland 2017)
- David Ungureit, Drehbuchpreis für Schneegestöber (Deutschland 2017)
- Tom Fröhlich, Hochschulfilmpreis für Ink of Yam (Deutschland 2017)
- Ulrich Tukur, Ehrenpreis des Hessischen Ministerpräsidenten
- Jasna Fritzi Bauer, Newcomerpreis

## Preisträger 2018
- Miguel Alexandre  Bester Spielfilm für Arthur & Claire (Deutschland 2018)[2]
- Ina Knobloch, Bester Dokumentarfilm für Die Akte Oppenheimer (Deutschland 2018)
- Peter Meister, Bester Kurzfilm für Menschenjagd (Deutschland 2018)
- Kristl Philippi und Klaus Stern, Drehbuchpreis für Wolf of Kassel (Deutschland 2018)
- Matthias Lawetzky, Hochschulfilmpreis für Appalachian Holler (Deutschland 2018)
- Christian Schwochow und Lisa Blumenberg (Letterbox Filmproduktion), Sonderpreis für Bad Banks (Deutschland 2018)
- Matthias Brandt, Ehrenpreis des Hessischen Ministerpräsidenten[3]
- Isabel Gathof, Newcomerpreis[4]

## Preisträger 2019
- Deutsches Filminstitut und Filmmuseum (DFF), Ehrenpreis des Hessischen Ministerpräsidenten[5]
- Maryam Zaree, Newcomerpreis für Born in Evin
- Joschua Keßler, Hochschulpreis für Pech und Schwefel
- Frauke Lodders, Drehbuchpreis für Am Ende des Sommers
- Bester Spielfilm: Bruder Schwester Herz von Tom Sommerlatte[6]
- Bester Dokumentarfilm: Why Are We Creative? von Hermann Vaske
- Bester Kurzfilm: See der Freude von Aljaksej Palujan
- Sonderpreis: Caroline Link für Der Junge muss an die frische Luft

## Preisträger 2020
- Uwe Kockisch, Ehrenpreis des Hessischen Ministerpräsidenten[7]
- Brenda Lien, Newcomerpreis
- Nicolas von Passavant, Drehbuchpreis für Vor dem Dunkel
- Jennifer Kolbe, Hochschulpreis für MILK
- Bester Spielfilm: Coup von Sven O. Hill[8]
- Bester Dokumentarfilm: Wer wir waren von Marc Bauder
- Bester Kurzfilm: Your Future von Maren Wiese und Petra Stipetić

## Preisträger 2021
- Volker Schlöndorff, Ehrenpreis des Hessischen Ministerpräsidenten[9]
- Aljaksej Palujan, Newcomerpreis
- Bester Spielfilm: Le Prince von Lisa Bierwirth[10]
- Bester Dokumentarfilm: The Other Side of the River von Antonia Kilian
- Bester Kurzfilm: Der Lokführer von Zuniel Kim und Christian Wittmoser
- Tobias Sauer, Hochschulfilmpreis für Kafka-Konferenz
- Drehbuchpreis: nicht vergeben; stattdessen Weiterentwicklungsprämie an Radioturm von Julien Prevost und Frank Himmel, Mixtape von Tom Winter und Tal der Könige von Tim Ellrich

## Preisträger 2022
- Bester Spielfilm: Spencer von Pablo Larraín[11]
- Bester Dokumentarfilm: Mutter von Carolin Schmitz[12]
- Bester Kurzfilm: The Sunset Special von Nicolas Gebbe[13]
- Bester Hochschulabschlussfilm: Ein Leben auf See von Bente Rohde und Elisa Mand[14]
- Bestes Drehbuch: Agnieszka Piwowarska für Vor Marie[15]

## Preisträger 2023
- Ehrenpreis des Hessischen Ministerpräsidenten: Alexandra Maria Lara[16]
- Ensemblepreis: Was man von hier aus sehen kann[17]
- Bester Spielfilm: Vamos a la Playa von Bettina Blümner[18][19]
- Bester Dokumentarfilm: Einzeltäter Teil 3: Hanau von Julian Vogel
- Sonderpreis: Das Kino sind wir
- Newcomer: Behrooz Karamizade
- Bester Kurzfilm: Zelle 5 – Eine Rekonstruktion von Mario Pfeifer
- Bester Hochschulabschlussfilm: Work in Transition von Emiliano Proietti
- Bestes Drehbuch: Oliver Hardt für Jumoke

## Preisträger und Nominierte 2024
- Ehrenpreis des Ministerpräsidenten: Barbara Sukowa[20]
- Newcomerpreis: David Hadda unter anderem für Die Zweiflers[21]
- Bestes Drehbuch: Nur Muhammed Tarhan für September bis September[22]
- Bester Kurzfilm: Starren von Tianshu Yang und Xiaoxuan Yu von der Kunsthochschule Kassel
- Bester Abschlussfilm einer hessischen Hochschule: Der Friedhof der Namenlosen von Hesam Yousefi von der Hochschule Darmstadt
- Preis der Frankfurter Buchmesse: Regisseurin Aslı Özarslan für ihre Verfilmung des Romans Ellbogen von Fatma Aydemir
- Darstellerpreis: Oliver Masucci für die Titelrolle in Herrhausen – Der Herr des Geldes
  - Nominiert waren außerdem Havana Joy in Love Sucks und Dirk Martens in Schleudergang
- Ensemblepreis: Schauspiel-Team der ARD-Serie Die Zweiflers
- Spielfilm: Shahid von Narges Kalhor
  - Nominiert: Cuckoo von Tilman Singer
  - Nominiert: Klandestin von Angelina Maccarone
- Dokumentarfilm: Exile Never Ends von Bahar Bektas
  - Nominiert: Sisterqueens von Clara Stella Hüneke
  - Nominiert: Watching You – Die Welt von Palantir und Alex Karp von Klaus Stern